# الجیزه
الجیزة (به عربی: الجیزة) یک منطقهٔ مسکونی در سوریه است که در استان درعا واقع شده‌است.

## خصوصیات
الجیزة ۱۴٬۷۰۰ نفر جمعیت دارد.